# Жак Мізон
Жак Мізон (11 грудня 1892 — 25 вересня 1968) — бельгійський вершник. Бронзовий призер літніх Олімпійських ігор 1920 року в командних змаганнях. 